# Autobahnkirche Siegerland

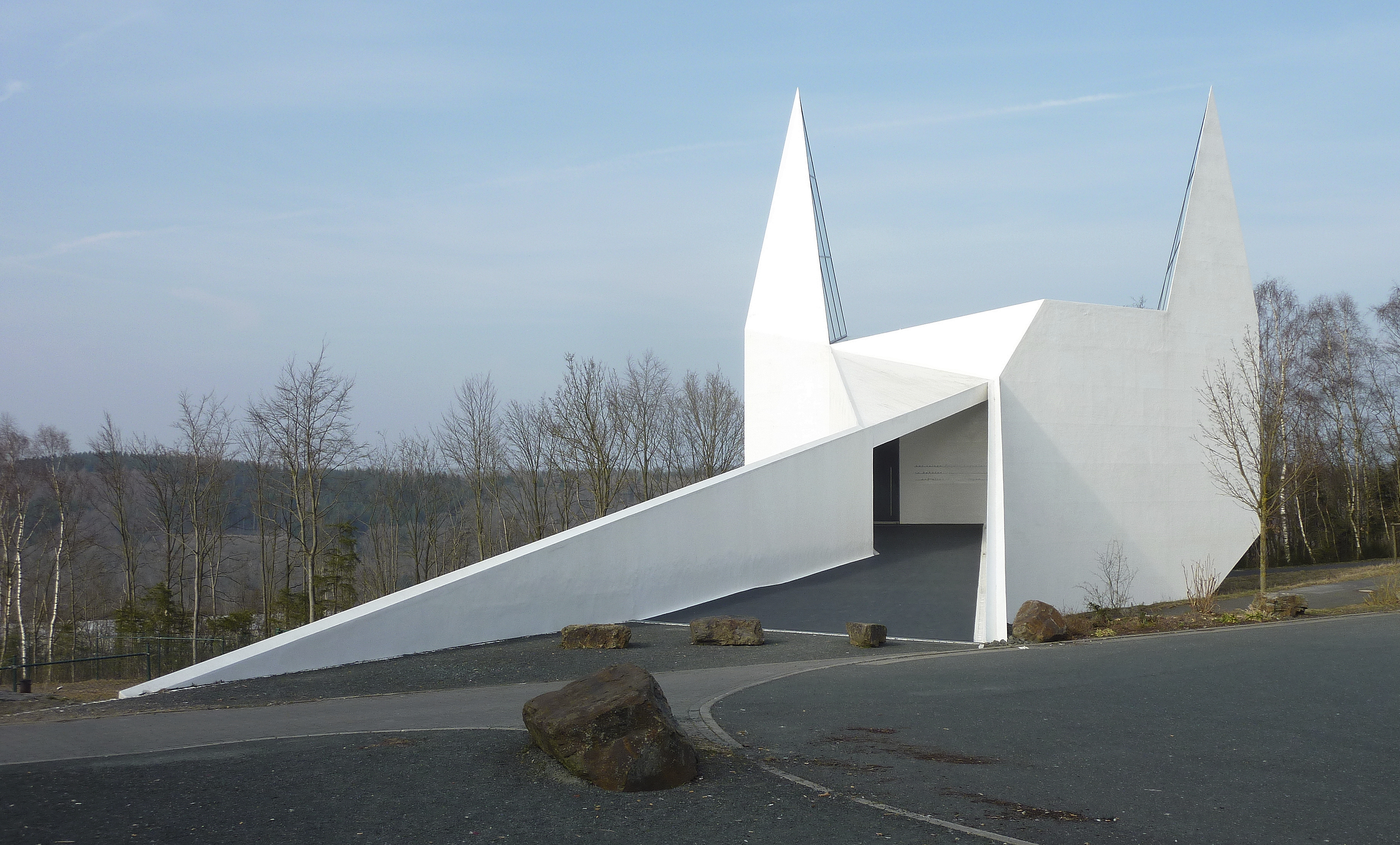
Außenansicht der Autobahnkirche Siegerland mit Eingangsbereich

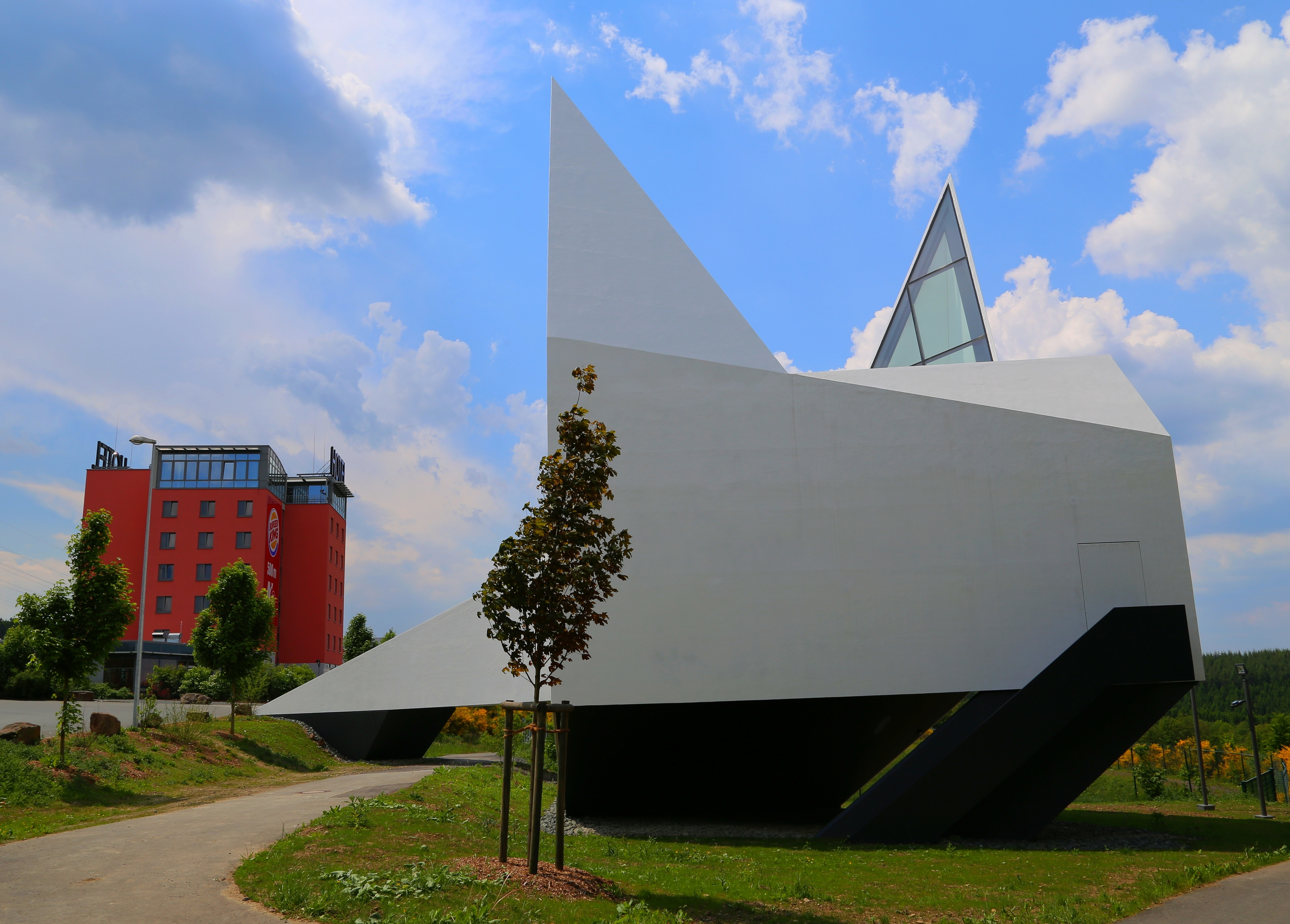
Außenansicht der Rückseite des Gebäudes mit zwei Kirchturm-ähnlich gestalteten Oberlichtern sowie dem in Dunkelgrau gehaltenen Untergeschoss. Links im Hintergrund ein Autobahnhotel des Autohofes Wilnsdorf

Die Autobahnkirche Siegerland – auch Autobahnkirche an der A 45 – ist ein christlich-ökumenischer Sakralbau an der Bundesautobahn 45 im deutschen Bundesland Nordrhein-Westfalen. Die am 26. Mai 2013 eingeweihte Autobahnkirche steht am Rande des Autohofs Wilnsdorf und ist über die Anschlussstelle 23, Wilnsdorf im südöstlichen Siegerland erreichbar.

## Zweck und Nutzung
Das Gotteshaus ist der stillen Andacht Reisender aller christlichen Konfessionen gewidmet; zu diesem Zweck ist es täglich rund um die Uhr geöffnet.
Die Verwaltung und Erhaltung des Gotteshauses obliegt dem Förderverein Autobahnkirche Siegerland e.V., der sich hauptsächlich aus Spenden finanziert. Der Förderverein tritt auch als Organisator der jeden Freitag in der Kirche stattfindenden Wochenschluss-Andachten sowie gelegentlicher kultureller Veranstaltungen mit religiösem Charakter auf (geistliche Musik und Ähnliches).

## Architektur
Das Gebäude, ein mehrfach prämierter Entwurf des Frankfurter Architekturbüros Schneider + Schumacher, ist ein Beispiel für sakrale Architektur des frühen 21. Jahrhunderts. Das Innere strahlt „eine Art nomadisch-provisorischer Zeltgeborgenheit“ aus. Die Formgebung des Kirchenäußeren basiert auf geometrischen Dreiecksformen, die – abgesehen von dem in dunkelgrau gehaltenen Sockelgeschoss des zweistöckigen Gebäudes – durchgehend in der Farbe Weiß gehalten sind. Im Eingangsbereich der Kirche befindet sich eine typografische Installation von Peter Zizka, die automobile Schriftenästhetik mit einem Psalmvers (Ps 91,11 ) fusioniert.

## Auszeichnungen
- Iconic Awards 2013
- DAM Preis für Architektur in Deutschland 2013[4]
- Best Architects 14
- AIT Award-Preis 2014
- Publikumspreis A + Award: „spektakulärstes religiöses Gebäude 2014“[5]